# Escalade d'engagement
 (juillet 2018).
- Si vous ne connaissez pas le sujet, laissez ce bandeau (vous pouvez alors contacter les auteurs).
- Si vous supprimez le contenu mis en cause (vous pouvez préalablement contacter les auteurs),

argumentez précisément cette suppression dans la page de discussion
(un manque de référence n'est pas un argument ; une recherche réelle de référence doit avoir été effectuée, être formellement documentée).
 (juillet 2018).
 (juillet 2018).
Si vous disposez d'ouvrages ou d'articles de référence ou si vous connaissez des sites web de qualité traitant du thème abordé ici, merci de compléter l'article en donnant les références utiles à sa vérifiabilité et en les liant à la section « Notes et références ».
L’escalade d’engagement, appelée aussi biais d'engagement ou, plus rarement, biais de conviction, décrit un certain type de comportement humain : un groupe ou un individu continue de prendre des décisions allant dans le sens d'une décision initiale, et ce, même si cette décision initiale a conduit à un échec. Par ce biais cognitif, l'acteur maintient des comportements irrationnels qui s'alignent sur les décisions et actions précédentes.
Les économistes et les scientifiques du comportement utilisent particulièrement un terme connexe, le biais des coûts irrécupérables, pour décrire la justification d'un investissement accru d'argent, de temps, de vies, etc. dans une décision, basée sur l'investissement préalable cumulatif (« coût irrécupérable »), malgré des preuves suggérant que le coût de la poursuite de la décision l'emporte sur l'avantage attendu.
En sociologie, l'escalade irrationnelle d'engagement ou le biais d'engagement décrivent des comportements similaires. Le phénomène et le sentiment sous-jacent sont reflétés dans des images proverbiales telles que « autant faire les choses jusqu'au bout », et « si au début vous n'y arrivez pas, essayez à nouveau ».

## Premiers usages
L'escalade d'engagement a été décrite pour la première fois par Barry M. Staw dans son article de 1976, « Knee deep in the big muddy: a study of escalading commitment to a chosen course in action ».
Les chercheurs, inspirés par le travail de Staw, ont mené des études qui ont testé les facteurs, les situations et les causes de l'escalade d'engagement. La recherche a introduit d'autres analyses de situations et la manière dont les gens abordent les problèmes et prennent des décisions. Certains des premiers travaux sont issus d'événements dans lesquels ce phénomène a eu un effet et aident à expliquer le phénomène.

### Les chercheurs définissent l'escalade d'engagement
Au cours des dernières décennies, des chercheurs ont suivi et analysé de nombreux exemples de l'escalade d'engagement à une situation. Les situations exacerbées sont expliquées en trois parties. Premièrement, une situation comporte des ressources coûteuses telles que du temps, de l'argent et des personnes investies dans le projet. Ensuite, le comportement passé mène à un sommet dans le temps, où le projet n'a pas répondu aux attentes, ou bien pourrait être dans un état de déclin prudent. Enfin, ces problèmes obligent tous les décideurs à faire des choix qui comprennent la possibilité de poursuivre le projet jusqu'à son achèvement, en ajoutant des coûts supplémentaires, ou en annulant complètement le projet.
Les chercheurs ont également développé un argument concernant la façon dont l'escalade d'engagement est observée dans deux catégories différentes. De nombreux chercheurs croient que la nécessité d'augmenter les ressources est liée à la théorie de l'expectative. Selon ce point de vue, les décideurs évaluent la probabilité que des allocations de ressources supplémentaires conduisent à la réalisation des objectifs, ainsi que la valeur de l'atteinte des objectifs (c'est-à-dire les récompenses moins les coûts). Ces ressources supplémentaires génèrent ainsi une utilité subjective attendue, associée à  l'allocation même de ressources supplémentaires. La phase suivante du processus d'escalade est l'autojustification et la rationalisation si la décision prise par le leader a bien utilisé les ressources, si les ressources utilisées ont été utilisées pour apporter un changement positif et s'assurer que la décision choisie était correcte. Les dirigeants doivent équilibrer les coûts et les avantages de tout problème pour produire une décision finale. Ce qui compte le plus souvent pour s'assurer que le leader a fait le bon choix, quel que soit le résultat final, c'est de savoir si sa décision est celle que les autres imaginaient.
Les recherches menées sur le sujet ont été faites à partir de nombreuses autres formes et théories de la psychologie. Beaucoup croient que ce que les chercheurs ont fait jusqu'ici pour expliquer ce comportement est mieux analysé et testé par le développement situationnel et l'allocation des ressources.
D'autres recherches ont identifié des circonstances qui mènent à l'opposé de l'escalade d'engagement, à savoir la désescalade d'engagement. Selon cette recherche, le rôle de la budgétisation et de la comptabilité mentale explique les facteurs qui influent sur l'escalade ou la désescalade d'engagement.

### Exemple de la guerre du Viêt Nam
L'escalade d'engagement peut à plusieurs reprises provoquer un changement de comportement en bloquant les ressources. L'un des premiers exemples d'escalade d'engagement a été décrit par George Ball, qui a écrit au président Lyndon Johnson pour lui expliquer les prédictions de l'issue de la guerre du Viêt Nam :
« La décision à laquelle vous faites face maintenant est cruciale. Une fois qu'un grand nombre de troupes américaines seront engagées dans le combat direct, elles commenceront à subir de lourdes pertes dans une guerre qu'elles ne sont pas en mesure de mener dans une campagne non coopérative sinon carrément hostile. Une fois que nous aurons subi de lourdes pertes, nous aurons entamé un processus presque irréversible. Notre participation sera si grande que nous ne pourrons pas, sans humiliation nationale, atteindre nos objectifs complets. Des deux possibilités, je pense que l'humiliation serait plus probable que la réalisation de nos objectifs - même après que nous avons payé des coûts terribles[réf. nécessaire]. »

## Les théories

### Théorie de l'auto-justification
Le processus mental d'auto-justification fait partie des décisions d'engagement des dirigeants et des gestionnaires d'un groupe. Il peut entraîner une augmentation des niveaux d'engagement. Cette attitude fournit « une explication pour laquelle les gens augmentent l'engagement envers leurs investissements passés ». Les gestionnaires prennent des décisions qui reflètent le comportement antérieur. Les gestionnaires ont tendance à se rappeler et à suivre l'information alignée sur leur comportement afin de créer une cohérence pour leurs décisions actuelles et futures. Si un membre du groupe ou une partie externe reconnaît une prise de décision incohérente, cela peut altérer le rôle de leadership du gestionnaire. Les gestionnaires subissent une influence externe de la part de la société, des pairs et de l'autorité, ce qui peut modifier de façon significative la perception d'un manager des facteurs qui importent de manière réaliste lors de la prise de décisions[pas clair].

### Théorie des prospects
La théorie des prospects aide à décrire les réactions et les processus naturels impliqués dans la prise de décision dans une situation de prise de risque. Cette théorie avance l'argument suivant : les niveaux de richesse, (de personnes, d'argent ou de temps), influent sur la façon dont une décision est prise. Les chercheurs étaient particulièrement intéressés par la façon dont on perçoit une situation basée sur les coûts et les bénéfices. L'encadrement de la façon dont le problème est introduit est crucial pour comprendre et penser la probabilité que la situation soit en faveur ou contre vous et comment se préparer à ces changements. Whyte (1986) a soutenu que la théorie des perspectives fournit le mécanisme psychologique permettant d'expliquer l'engagement croissant envers un plan d'action défaillant sans avoir besoin d'invoquer des processus d'auto-justification (Fiegenbaum et Thomas, 1988: 99). L'utilisation de ce processus est quand il y a une chute négative dans les enjeux qui affecteront le résultat du projet. Pour s'assurer qu'ils n'échoueront pas, l'individu peut ajouter plus de ressources pour les assurer qu'ils vont réussir. Bien que cette théorie semble réaliste, les chercheurs « Davis et Bobko (1986) n'ont trouvé aucun effet de la responsabilité personnelle sur l'engagement continu à la ligne de conduite précédente dans la condition de trame positive ». Ce qui signifie que l'escalade d'engagement sera plus faible dans la situation de responsabilité plus élevée.

### Théorie de l'attribution
La théorie de l'attribution, provenant de Fritz Heider, «tente de trouver des explications causales pour les événements et les comportements humains». Cette théorie aborde deux méthodes d'enquête, y compris le lieu de causalité et la stabilité. Le lieu de la causalité se reflète sur les caractéristiques internes d'un individu, telles que les niveaux d'intelligence et la recherche d'attention, avec la relation de l'espace externe comme les prévisions météorologiques et la difficulté de la tâche. Les aspects du contrôle deviennent un facteur important dans la façon dont un gestionnaire justifie une décision prise. Les gestionnaires utiliseront la relation entre les facteurs internes et externes pour décrire pourquoi ils ont pris une décision à un seul point de vue. Les gestionnaires peuvent justifier leurs actions en expliquant que cela était hors de leur contrôle personnel de l'événement, ou ils pourraient croire que la décision ne pourrait pas être contrôlée par quelqu'un d'autre. La recherche suggère que « le type d'attribution fait par un employé à travers ces dimensions est susceptible d'affecter la tendance d'un employé à s'engager dans l'activité émotionnelle négative appelée escalade de l'engagement ».

### Théorie de l'identité sociale
L'identité est une grande partie de la façon dont nous traversons le monde. Les pensées et opinions privées ainsi que les effets des autres créent la théorie de l'identité sociale. Les gens établissent des liens entre leur utilisation des groupes et leur propre vision d'eux-mêmes, ce qui, d'après les chercheurs, motive les gens à garder leur statut social et à le défendre chaque fois qu'il est en danger.

### Modèles théoriques
Les groupes s'engagent dans des comparaisons temporelles, ce qui signifie que vous comparez les actions et les comportements à des « moments différents ». C'est une forme de scénario d'identité sociale. Ce type de comparaison peut être fait lorsqu'une décision semble improductive et oblige les membres de l'équipe à considérer toute menace pour le groupe.
« L'accent du modèle global est sur l'accumulation et l'équilibre des forces plutôt que sur l'ordre des effets dans le temps. » Le modèle est général et peut fournir une vue idéale sur la façon dont les effets, qu'ils soient positifs ou négatifs, sont définis par des forces micro et macro. Ce modèle se base sur la situation plutôt que sur ce que les chercheurs ont défini comme la norme. Il n'y a pas de processus à suivre, ce qui le rend très utile pour les chercheurs, car ils peuvent comprendre une situation plus clairement et voir une vue d'ensemble de la situation.

## Facteurs déterminants
Les principaux moteurs de la tendance à continuer à investir dans la perte de propositions sont le projet, le psychologique, le social et le structurel.

### Projet
Les déterminants du projet sont ceux qui se réfèrent aux engagements et aux décisions originaux pris au début du projet. Cela comprend les caractéristiques générales du projet et les coûts financiers initiaux. Parmi ceux-ci, il apparaît que le risque de décision, l'information sur les coûts d'opportunité et l'acquisition d'informations ont des relations négatives avec l'escalade d'engagement. L'incertitude de la décision, l'information sur les tendances positives du rendement et la préférence exprimée pour la décision initiale ont été jugées positives.
Les coûts élevés de la fin d'un projet ou de son évolution, les gains financiers potentiels à l'achèvement et la taille élevée de la structure peuvent contribuer à l'escalade d'engagement, ce qui rend difficile l'abandon du projet. Prévenir les pertes financières futures, les économies potentielles et avoir des alternatives clairement disponibles peut permettre d'éviter le comportement. Dans les études de Teger et plus tard de Ross et Staw, les situations où mettre fin à une action coûte plus cher que de l'achever ont fait que les décideurs se sont retrouvés piégés dans leurs comportements actuels et coûteux.

### Psychologiques
Les déterminants psychologiques sont ceux qui renvoient à des vues internes sur les actions et les informations impliquées dans un projet. Cela peut inclure les facteurs cognitifs, la personnalité et les émotions en relation avec les éléments du projet. Parmi ceux-ci, les coûts irrécupérables, l'investissement en temps, l'expérience et l'expertise des décideurs, l'auto-efficacité et la confiance, la responsabilité personnelle de la décision initiale, la menace de l'ego et la proximité du projet sont positivement liés à l'escalade d'engagement, tandis que le regret anticipé et l'encadrement positif de l'information ont des relations négatives.
L'optimisme et la croyance que l'on a le contrôle sur ce qui sera toujours positif mènent à une auto-justification continue de l'engagement à agir. Les gens ajoutent à leurs investissements personnels initiaux dans l'espoir qu'ils vont surmonter les résultats négatifs actuels. Ceci a été illustré dans une étude de cas par Staw, où le fait de donner aux étudiants en affaires des responsabilités soutenant les décisions initiales et leurs résultats a entraîné le plus grand engagement à des actions et des ressources accrues lorsque la décision initiale a été prise directement par l'étudiant avec de mauvais résultats. Dans ces cas, les gens prennent des risques supplémentaires dans le but d'éviter d'autres problèmes. Cela est encore plus probable lorsque les sujets considèrent que les problèmes actuels ont un raisonnement instable plutôt qu'un raisonnement stable ou lorsque l'individu n'est pas disposé à admettre des erreurs. Ils croient alors que la situation va se stabiliser ou se retourner. Le biais de confirmation peut également conduire à une escalade d'engagement, car les individus sont alors moins susceptibles de reconnaître les résultats négatifs de leurs décisions. D'un autre côté, si les résultats sont reconnus, ils peuvent être imputés à des événements imprévisibles survenus au cours du projet.
On considère souvent que l'effet des coûts irrécupérables est l'engagement croissant. Lorsque le montant de l'investissement est plus important et ne peut pas être récupéré, le désir d'éviter la perte complète de ces ressources et de conserver la gestion des impressions incite à poursuivre les investissements plutôt qu'à les retirer. De même, comme les ressources investies peuvent inclure du temps, la proximité à l'achèvement d'un projet donne des résultats similaires. Plus de valeur est accordée au projet quand ils sont en avance ou tard dans leur processus en raison de la clarté des objectifs d'achèvement à ces points. Il est plus probable que des risques seront pris à ces points que dans un projet plus proche d'un point médian visible.

### Sociaux
Les déterminants sociaux sont ceux qui se réfèrent aux attentes et à l'influence d'autres individus ou groupes sur les actions du projet. Inclus dans ceux-ci, l'identité de groupe ou la force cohésive a été jugée avoir le plus d'influence sur l'escalade d'engagement alors que l'évaluation publique de la décision et la résistance à la décision des autres ont peu d'importance.
Les individus se présentent prudemment aux autres dans l'environnement. Ils ne se concentrent pas sur eux-mêmes et sur ce qu'ils croient être précis et efficace - ils ne s'intéressent qu'au fait que leur organisation apparaisse compétente. L'escalade d'engagement est sur la prise de décision qui vient généralement sous la forme d'un groupe ou d'un individu qui décide d'une ligne de conduite. Les gestionnaires ont la responsabilité de choisir le sort de ce qu'un groupe de personnes a travaillé. Un responsable qui décide de soutenir une équipe dans un projet n'est pas préoccupé par le fait que le projet a échoué, il craint que les membres de l'équipe puissent penser que le manager est incompétent. Les études qui ont testé ce phénomène comprenaient des facteurs tels que la résistance aux politiques, l'insécurité de l'emploi (Fox et Staw, 1979) et la taille de l'auditoire (Rubin et Lang, 1981). Tous ont montré un pic d'engagement lorsque ces facteurs réalistes sont présents. Cette réponse mentale et émotionnelle est appelée l'effet « garder la face ». Les individus qui sont responsables des autres se vérifient constamment pour s'assurer que leurs actions et leurs croyances sont parallèles aux attentes de leurs auditeurs. L'identité sociale d'une personne au public peut décider de votre destin. Par exemple, une équipe peut identifier un niveau d'engagement et un lien personnel avec une idée ou un projet. Les membres de l'équipe utilisent systématiquement des énoncés comme « ce projet est le bébé de Bob » ou « oh, nous avons eu la même idée ». Les deux extrémités du spectre sont cruciales pour la façon dont les autres voient et analysent une situation, en particulier quelque chose qui a échoué.
Les dirigeants sont chargés de guider une équipe en butte à des problèmes difficiles vers une solution. Bien que plusieurs fois, les aspects négatifs des engagements peuvent être discutés avec plus de détails et d'importance, il existe de nombreuses récompenses sociales qui sont positives. Un exemple de ce phénomène est la persistance. Avec la persistance, un gestionnaire peut être récompensé pour transformer un mauvais projet en quelque chose de génial. Les récompenses sont gagnées pour gérer une équipe de telle sorte qu'elle produise quelque chose de réussi. Mais cela implique que les managers s'en tiennent à leurs objectifs, et que leur équipe se comporte de façon responsable.

### Structurels
Les déterminants structurels sont ceux qui se réfèrent aux caractéristiques et aux ressources culturelles et environnementales de l'organisation globale du projet. La recherche minimale disponible sur eux indique que les problèmes d'agence influencent le plus l'escalade d'engagement.
Il existe des variables au niveau macro qui affectent la structure organisationnelle d'une équipe et la façon dont les décisions sont prises. Les décisions sont prises en fonction des individus dans un cadre de groupe avec des rôles et des responsabilités spécifiques et des décisions d'effet qui sont le produit de l'interaction dans l'équipe. Le déterminant qui affecte l'escalade d'engagement est l'inertie institutionnelle. Ce phénomène est utilisé pour décrire la façon dont les attitudes et les comportements individuels changent fréquemment. Par conséquent, la taille d'un groupe est également imprévisible et contrôlable. "Les organisations ont des systèmes sensoriels très imparfaits, les rendant relativement imperméables aux changements dans leurs environnements."
C'est un facteur qui joue un rôle dans la façon dont les problèmes sont traités. Quand il y a un groupe de personnes impliquées dans la communication, les décisions et le changement, avec le manque de cohérence dans le groupe, la plupart des tâches n'aboutissent pas. Ce phénomène se produit dans des situations telles que le changement de politique, les décisions et les procédures.
Ce problème peut également causer des ravages pour une organisation lorsqu'elle est trop attachée à une politique, à un processus de réflexion ou à une identité, car ils ne sont pas libres de changer. « À l'occasion, un projet, un produit ou une politique peut devenir si étroitement lié aux valeurs et aux objectifs de l'organisation qu'il devient presque impensable d'en envisager le retrait. » Un exemple principal de ce phénomène est la chute de la compagnie Pan American World Airways, communément appelée Pan Am. Pan Am était une compagnie aérienne bien connue et un hôtel avec des centaines d'employés. Avec le tournant qu'a connu l'industrie, les politiques des compagnies aériennes ont été déréglementées et ont provoqué une chute financière pour Pan Am. Au fil du temps, l'entreprise a fait des coupes dans son entreprise pour rester à flot. La compagnie croyait que leur image de compagnie aérienne était plus importante que d'être une compagnie prospère, si bien qu'elle a retiré tous les actifs qui lui rapportait le plus de revenus, seulement pour sauver l'image dont ils pensaient avoir besoin pour rester Pan Am.

## Groupesversusindividus
Dans les groupes, il peut être plus difficile d'attribuer des problèmes à un seul déterminant plus simple. Alors que les déterminants sont toujours applicables, il existe souvent des facteurs plus complexes lorsque les objectifs et les actions de l'organisation s'alignent mal. Les groupes, particulièrement lorsqu'ils grossissent, peuvent résister au changement de cap.
Même si le besoin de changer de cap ou de cesser l'action est reconnu, la vitesse de communication, les politiques et les politiques commerciales peuvent constituer des obstacles. Une organisation plus grande, en particulier une organisation avec un éventail de sous-groupes, doit communiquer l'argument et la décision pour aller contre les actions antérieures, et ce aux niveaux appropriés. Si cette communication ne se produit pas en temps opportun ou est bloquée, la décision finale peut ne pas être prise et mise en œuvre. Une décision qui va à l'encontre des règles et processus existants peut également rencontrer une résistance même avec le soutien de ceux qui sont au sein de l'organisation. Les personnes et les groupes qui sont directement employés en raison d'un projet, qui ont des intérêts financiers dans le projet, peuvent fournir suffisamment d'opposition pour empêcher que des changements soient également apportés. Ils se sentent personnellement responsables des parties sur lesquelles ils ont travaillé et peuvent également penser qu'ils sont eux aussi remplacés ou licenciés. L'escalade d'engagement peut alors se produire dans n'importe laquelle de ces situations. Les groupes externes peuvent jouer un rôle encore plus important dans l'engagement croissant si leur pouvoir est plus grand que celui du groupe qui agit, et ils utilisent ce pouvoir pour diriger et influencer directement.
Avec un plus grand nombre de décideurs inclus, les groupes ont la possibilité d'une plus grande productivité que les individus uniques, mais ils ont également la possibilité de plus grandes pertes et escalades. Les membres peuvent éliminer une partie du potentiel d'escalade s'ils prennent une meilleure décision plus tôt dans le processus et évitent d'avoir à changer radicalement de cap. Pourtant, ils peuvent également conserver une plus grande base de soutien pour leurs actions initiales au point où le potentiel d'escalade est augmenté. Dans ce cas, la "pensée en groupe" aide à respecter la décision initiale et les pressions en faveur de la conformité plutôt que de diviser le groupe par d'autres options. En outre, un groupe dont les membres ne sont pas cohésifs peut avoir un potentiel d'escalade réduit en raison de conflits et de différents niveaux d'inclusion dans le processus.
Les organisations qui sont des entreprises familiales sont particulièrement sujettes à une escalade d'engagement en raison du niveau accru de passage dans la structure familiale en plus de la structure de l'entreprise, ce qui permet d'autres conflits entre les deux. La réputation de l'entreprise, la perte de clients et d'actions et la perte financière deviennent des risques.